# Tar
Tar község Nógrád vármegye Pásztói járásában.

## Fekvése
A Zagyva völgyében fekszik, Pásztó és Mátraverebély között; keletről a Mátra, nyugatról a Cserhát magaslatai veszik körül. A Novohrad-Nógrád UNESCO Globális Geopark települése. Közigazgatási területén áthalad a 21-es főút, de az a belterületet elkerüli; a településközpont főutcája a 24 105-ös út, amely Tartól északra ágazik ki a 21-es főútból, a 36+850-es kilométerszelvénye közelében délnyugat felé, és a 2408-as útba csatlakozva ér véget, már Pásztó területén.

### Megközelítése

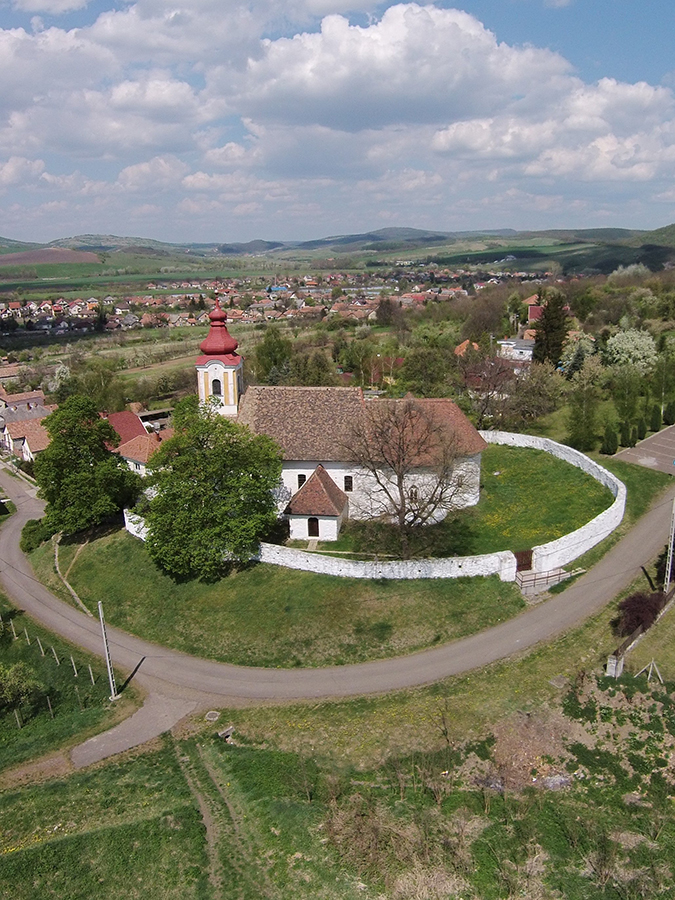
Tar, Szent Mihály Templom légi fotón

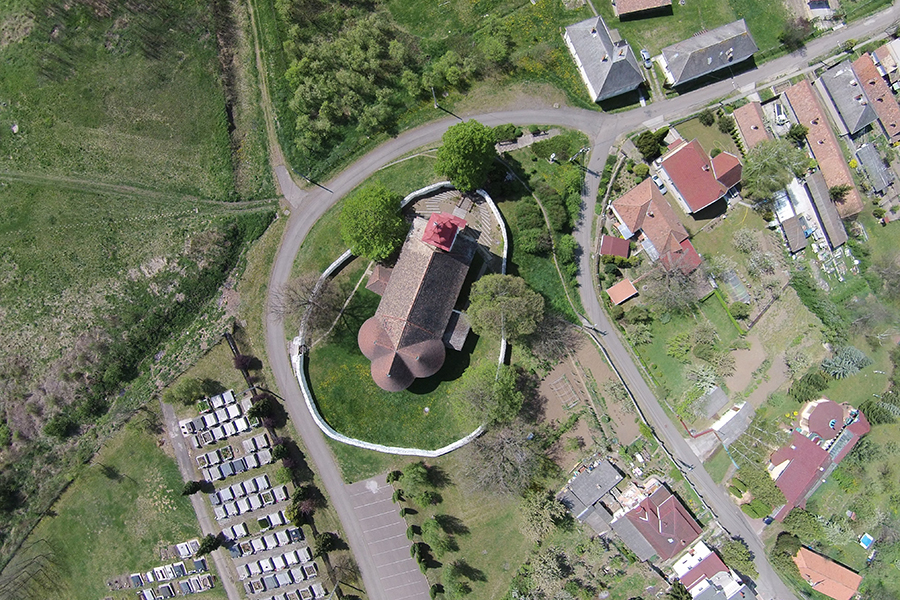
Tar, Szent Mihály Templom – légi felvétel

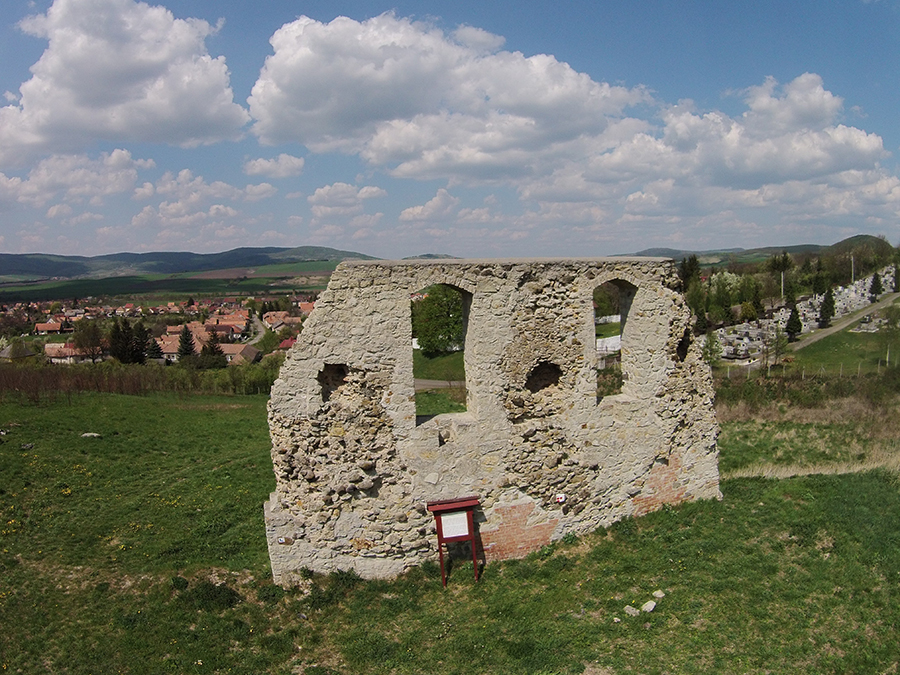
Tari Lőrinc udvarházának romjai a levegőből

Budapest, illetve az ország belső részei felől az M3-as autópályán közelíthető meg a legegyszerűbben; a sztrádáról Hatvannál kell letérni a 21-es főútra, onnan a már említett, 24 105-ös mellékút vezet a településre.
Külterületén ágazik ki a 21-es főútból északnyugat felé a 21 135-ös út, amely a Salgótarján délnyugati agglomerációjához tartozó kistelepülések (Sámsonháza, Nagybárkány, Márkháza, Lucfalva, Nagykeresztúr) számára biztosít közúti kapcsolatokat. Érinti még a 24 149-es és a 21 167-es út is.
Elérhető vasúton is, a Hatvan–Somoskőújfalu-vonalon; vasútállomása közvetlenül a 24 105-ös út mentén található.

## Története

### Árpád-kor (12-13. század)
A Nyugati-Mátra peremén, a Zagyva völgyében fekvő csevicéiről híres község. A csevice-források a Csevice-patak mentén fakadnak, az Ágasvárra vezető turistaút mentén.
A falu első írásos említése a Váradi Regestrumban történik a 13. század elején. 1254. május 27-i oklevelében az Esztergomi káptalan birtokügyekben tari Tyba fiait (Gurde et Symonis f-i Tyba que! vocatur Tor) említi, akik Bárkány határosai.  Határleírása  1265-ból származik, amikor az addig királyi birtokot a Rátót nemzetség kapta meg. A 15. században mezővárosi rangot kapott, vámszedőhely, de a törökök kiűzése után azt elveszítette. A török időkben elpusztult.
Templomát Szent Mihálynak szentelték; szentélye a 13. századból, hajója a 15.-ből való. A templombelsőben 14-15. századi freskók találhatók, de középkori a templomot körülölelő fal is. Templomkertjében 19. századi sírkövek láthatók.

### Vegyesházi királyok (13-15. század)
A község leghíresebb földesura „pokoljáró” Tari Lőrinc volt, Zsigmond király bizalmas embere. Érdemeit akkor szerezte, amikor 1401. április 28-án a főurak Budán rátámadtak Zsigmondra, azt követelve, hogy az uralkodó űzze ki a kiváltságokat élvező idegeneket az országból. Azzal fenyegették, ha nem így tesz, fogságra vetik. Az uralkodó védelmére csak Tari Lőrinc rántott kardot, akit aztán a támadók össze is kaszaboltak.
Gyógyulása után hűségéért a király bizalmasa: pohárnokmester, étekfogó, majd fősáfár, valamint Hont és Nógrád vármegyék ispánja lett. Az ő kérésére 1407-ben Zsigmond Pásztónak Budával azonos kiváltságokat adományozott.  Tari Lőrinc később az irodalomba is bevonult: írországi „pokoljáró” útját – amit a Szent Patrik-sziget kénes barlangjához tett – Tinódi Lantos Sebestyén énekelte meg.

### 18-19. század
Vályi András: Magyar országnak leírása. 1796–1799.
"TAR. Magyar falu Heves Várm. földes Urai Rakovszky, és több Uraságok, lakosai katolikusok, fekszik a’ Mátrához közel, Zagyva vize mellett; határja jó, vagyonnyai külömbfélék."
Fényes Elek: Magyarországnak, s a hozzá kapcsolt tartományoknak mostani állapotja statistikai és geographiai tekintetben. 1836–1841.
Tar, magyar falu, Heves vmegyében, Nógrád vármegye szélén, Gyöngyöstől északra 3 órányira, egy magas domb aljában, 1483 r. kath., 1 ref., 28 ágostai, 13 zsidó lak, 75 földesgazda, 83 zsellér, 5 lakó. Kath. paroch. templom. Sörház és szeszgyár, melly a Podmaniczkyak haszonbérlője Badi Vilmos tulajdona. Határa 700 hold, mellyből urb. szántó 1950, rét 550, legelő 200, szőlő 300, kertek 110, haszonvehetlen 110 hold. Majorsági szántó 450 h., rét 200, legelő 100, szőlő 50, erdő 2900, kertek 40, haszonvehetlen 40 hold. Földe részint agyagos, részint homokos, részint fekete, terem tiszta buzát, rozsot, árpát, zabot, tenkelyt, kukoriczát, repczét, burgonyát. Rétjei kétszer kaszálhatók, s ezeken kivül lóhere és luczerna is termesztetik. A földesurak szép selyem birkákat és igen sok sertést tartanak. Határában folyik a szabályozott Zagyva vize, mellyen 3 kövű vizimalom van, és két patak, mellyek az erdei hegyek közül csörgedeznek, különösen pedig van a hegyek között két helyen savanyu vizforrása, erősebb és gyengébb, mellyekkel a lakosok rendesen élnek, semmi más vizet nem isznak. Van jó kőbányája is, és számos erdős bérczei, melyek közt magasságára kitünik az Ágasvár, melly naponkint a számos kincskeresőktől meglátogattatik. A helység mellett levő domb alján látható egy régi kastélynak fenálló erős és mohos darab kőfala, mellyet a földes uraság most is hiven megőriztet. Birtokosok: b. Podmaniczky Lajos csődtömege, gr. Eszterházy János, Almásy Gedeon, Keviczky Ferencz, Marssó Sámuel, Virág János, Beniczky István örök., Zábráczky István, özv. Tarródiné assz., Szentkirályi Móricz, Petrovay József.

### 20. század
A 20. század elején Heves vármegye Hatvani járásához tartozott.
A Trianon utáni Magyarországon az elcsatolt területeken lévő erdőállomány pótlására Tuzson János botanikus professzort kérték fel, aki Taron, Fenyvespusztán tangazdasági csemetekertet hozott létre, ahol többek között damaszkuszi rózsákat is telepített, melyekből rózsaolajat vont ki. 2017. május 28-án emléktáblát avattak a professzor tiszteletére.

### Tar nevének változása
Tor (1254); Tor (1265); Thar (1462); (1785); Tár (1828); Tar (1863); Tar (1901-)

## Népesség
A település népességének változása:
1910-ben 1705 magyar lakosa volt. Ebből 1650 római katolikus, 40 evangélikus volt.
2001-ben a település lakosságának 94%-a magyar, 5%-a cigány, 1%-a egyéb (főleg szlovák és német) nemzetiségűnek vallotta magát.
A 2011-es népszámlálás során a lakosok 88,3%-a magyarnak, 10% cigánynak, 0,5% németnek, 0,2% románnak mondta magát (11,6% nem nyilatkozott; a kettős identitások miatt a végösszeg nagyobb lehet 100%-nál). A vallási megoszlás a következő volt: római katolikus 61,2%, református 1,4%, evangélikus 1,1%, görögkatolikus 0,2%, izraelita 0,2%, felekezeten kívüli 13,1% (21,1% nem nyilatkozott).
2022-ben a lakosság 87,2%-a vallotta magát magyarnak, 13,8% cigánynak, 0,3% németnek, 0,2% szerbnek, 0,2% bolgárnak, 0,1-0,1% szlováknak és szlovénnek, 1,3% egyéb, nem hazai nemzetiségűnek (12,8% nem nyilatkozott; a kettős identitások miatt a végösszeg nagyobb lehet 100%-nál). Vallásuk szerint 51,8% volt római katolikus, 1,4% evangélikus, 1% református, 0,3% görög katolikus, 0,1% ortodox, 0,1% izraelita, 1,2% egyéb keresztény, 0,7% egyéb katolikus, 9,6% felekezeten kívüli (33,5% nem válaszolt).

## Nevezetességei
- Szent Mihály római katolikus templom (a falu központjától déli irányban)
- Tari Lőrinc Erődített udvarháza (a templom mellett)
- Szakadás-árok – vadregényes szurdok a Mátrában
- A sámsonházi elágazóban, de Tar közigazgatási területén található a volt Gaál-tanya, ahol Kőrösi Csoma Sándornak szentelt buddhista sztúpa,[9] valamint templom (a Szabadító Buddha Anya temploma) áll, és tibeti hitéleti központot alakítottak ki.[10] (Karma kagyü iskolaː Karma Ratne Dargye Ling Buddhista Meditációs Központ)
- Tuzson Arborétum – A kb. 4 hektár területen fekvő Tuzson arborétumot és annak „életfa”-gyűjteményét Tuzson János (1870, Szászcsanád – 1943, Budapest) telepítette feltehetően 1898 körül. (1898-ban az akkori Földművelési Minisztérium Erzsébet királyné emlékére létesítendő emlékligetek telepítőinek ingyenes facsemetéket adott. Ekkor létesült Tar közelében az „Erzsébet-liget”.)
- Csevice források az Arborétumba vezető turistaút mentén
- Schneé kastély – elpusztult
- Három népi barokk kereszt a község területén
- Plébánia épület 1700-ból

## Közélete

### Polgármesterei
- 1990–1994: Becze Lajos (független)[11]
- 1994–1998: Becze Lajos (független)[12]
- 1998–2002: Becze Lajos (független)[13]
- 2002–2006: Becze Lajos (független)[14]
- 2006–2010: Román István (független)[15]
- 2010–2014: Román István (független)[16]
- 2014–2019: Turopoli Zsolt (független)[17]
- 2019–2024: Turopoli Zsolt (független)[18]
- 2024– : Turopoli Zsolt (független)[1]

## Galéria

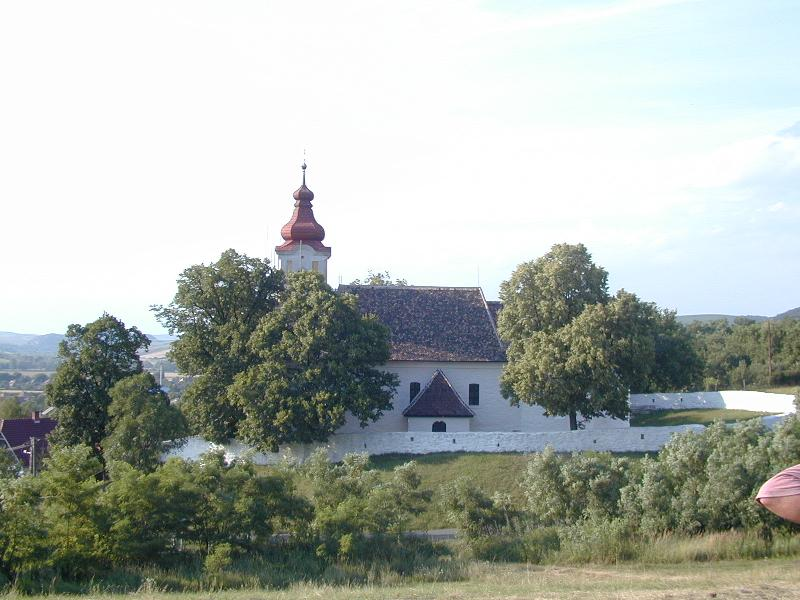
Tari Szent Mihály Templom az egykori Udvarház helyszínéről fényképezve
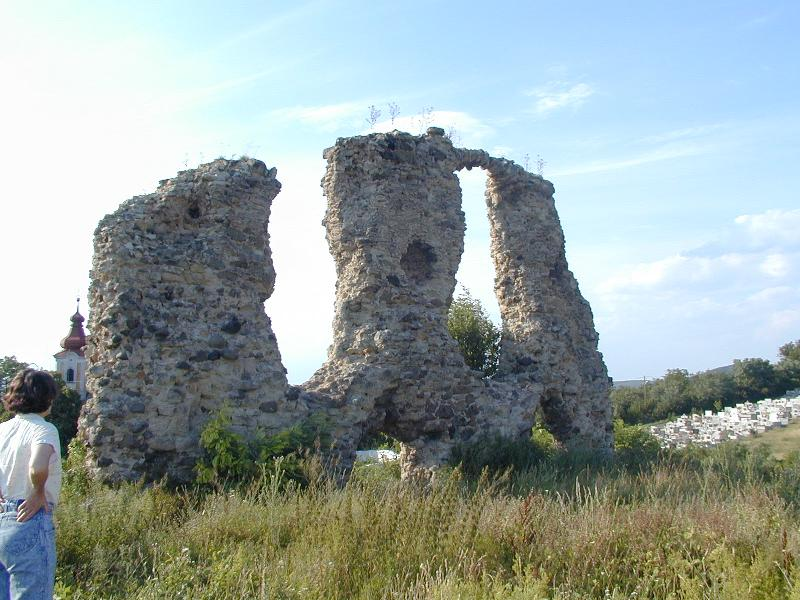
Tari Lőrinc udvarházának romjai
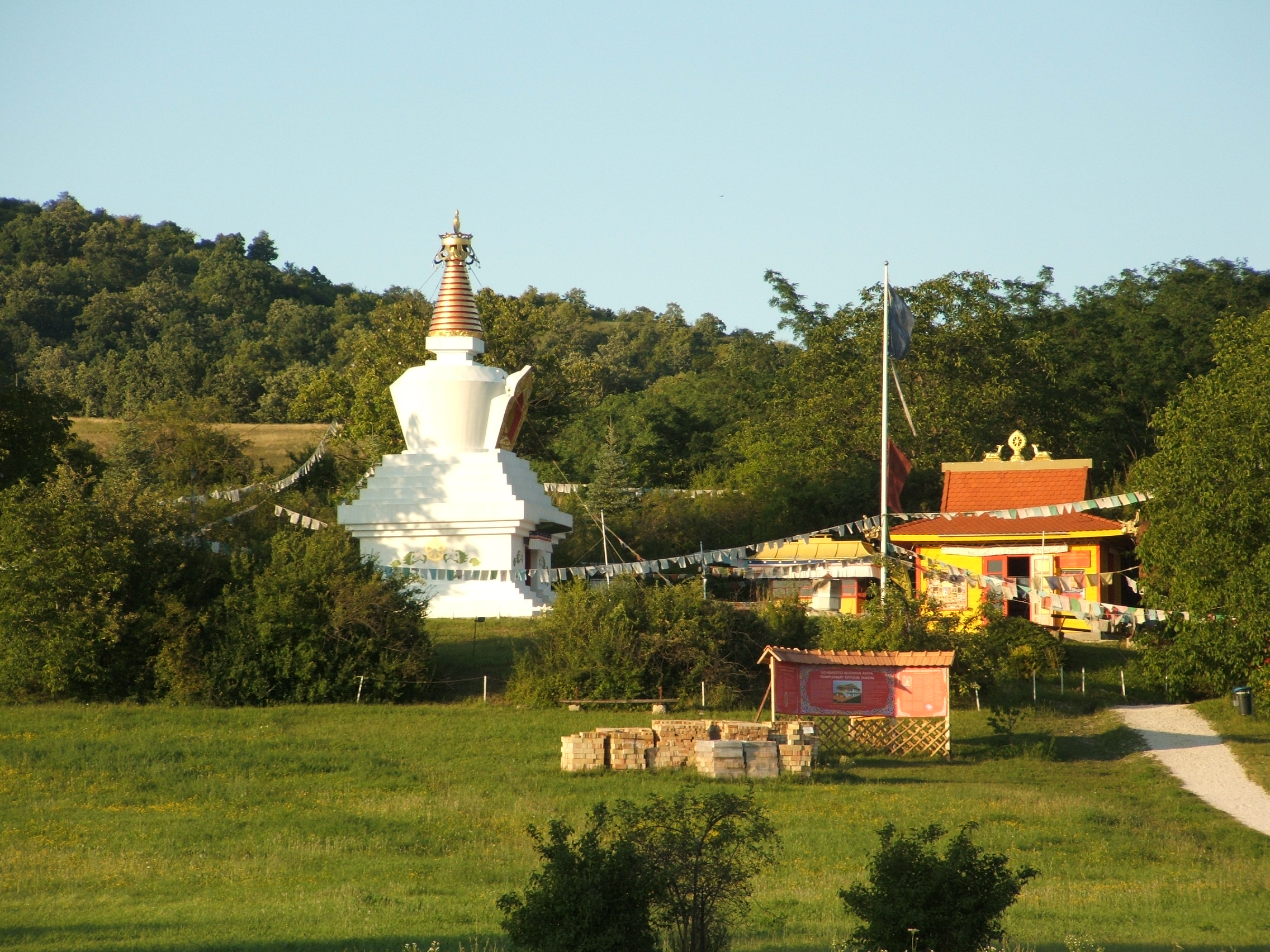
Kőrösi Csoma Sándor emléksztúpa

## Külső hivatkozások
- Magyarország története – Legendák és történetek a 15. század elején. A YouTube kisfilm végén Tari Lőrinc legendájával:
- Pokoli történet rejlik a Nógrád megyei község neve mögött, Index.hu, 2018. szeptember 1.
- A tari római katolikus templom és Tari Lőrinc udvarháza a YouTubeon:
- Tar hivatalos honlapja
- Tar nem hivatalos honlapja
- Tar az utazom.com honlapján
- Tar a wiki.utikonyvem.hu oldalán
- Árpád-kori vár Tar közelében
- Várak Kastélyok Templomok, 2007 februári, III évfolyam 1. szám 22-24 oldal. „Csépe Attila: A tari erődített templom és udvarház”
- A Novohrad-Nógrád UNESCO Globális Geopark települései